# Vaux-sur-Blaise
Vaux-sur-Blaise is een gemeente in het Franse departement Haute-Marne (regio Grand Est) en telt 440 inwoners (1999). De plaats maakt deel uit van het arrondissement Saint-Dizier.

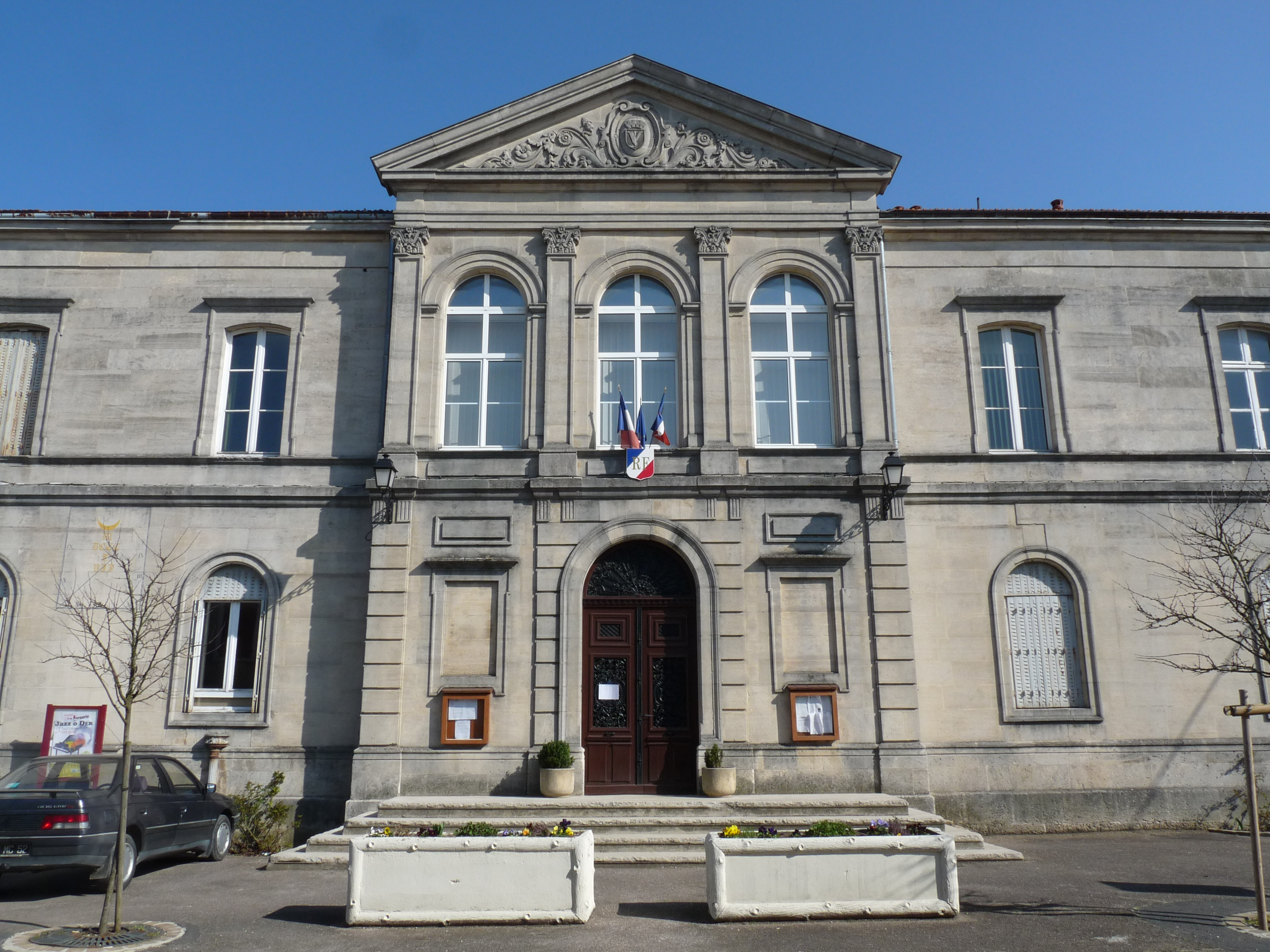
Gemeentehuis
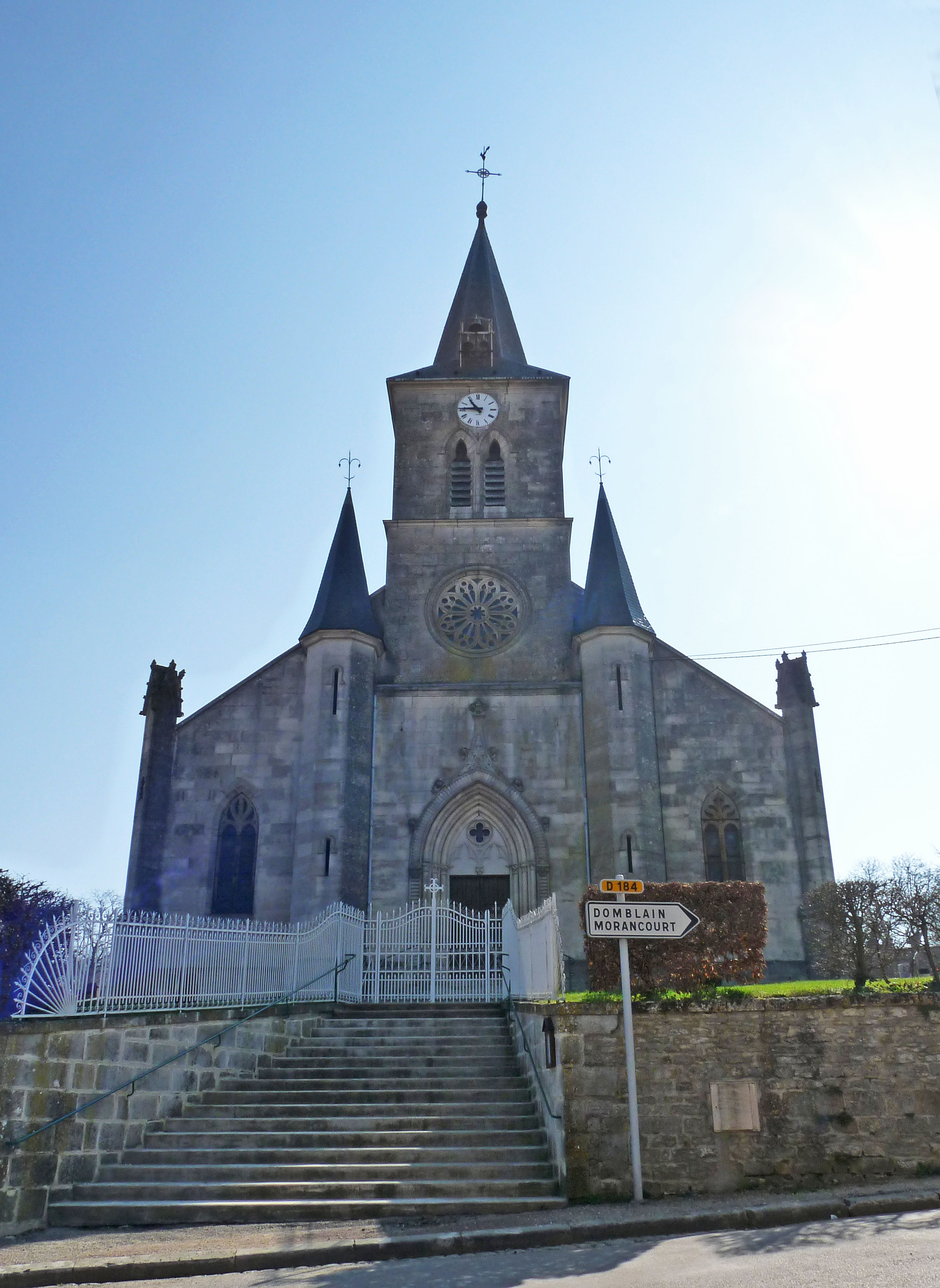
Kerk in Vaux-sur-Blaise

## Geografie
De oppervlakte van Vaux-sur-Blaise bedraagt 7,2 km², de bevolkingsdichtheid is 61,1 inwoners per km².
De onderstaande kaart toont de ligging van Vaux-sur-Blaise met de belangrijkste infrastructuur en aangrenzende gemeenten.

## Demografie
Onderstaande figuur toont het verloop van het inwonertal (bron: INSEE-tellingen).